# 姜澜
姜澜（1972年7月—），四川自贡人，现任北京理工大学校长，教授，主要从事激光微纳制造等方面的研究工作。中华人民共和国教育部第八批“长江学者”特聘教授。

## 简历
曾就读于北京理工大学、东京农工大学。
2022年12月，任北京理工大学党委常委、副校长。2023年11月当选中国科学院院士。
2024年4月升任北京理工大学校长。